# Canelas e Espiunca
Canelas e Espiunca (oficialmente: União das Freguesias de Canelas e Espiunca) é uma freguesia portuguesa do município de Arouca, com 35,73 km² de área e 1064 habitantes (censo de 2021). A sua densidade populacional é 29,8 hab./km².

## História
Foi constituída em 2013, no âmbito de uma reforma administrativa nacional, pela agregação das antigas freguesias de Canelas e Espiunca e tem sede em Canelas.

## Património
Na freguesia encontram-se os Passadiços do Paiva.

## Demografia
A população registada nos censos foi:
| Distribuição da População por Grupos Etários | Distribuição da População por Grupos Etários | Distribuição da População por Grupos Etários | Distribuição da População por Grupos Etários | Distribuição da População por Grupos Etários | Distribuição da População por Grupos Etários |
| -------------------------------------------- | -------------------------------------------- | -------------------------------------------- | -------------------------------------------- | -------------------------------------------- | -------------------------------------------- |
| Antes da agregação                           |                                              |                                              |                                              |                                              |                                              |
| Ano                                          | 0-14 anos                                    | 15-24 anos                                   | 25-64 anos                                   | >= 65 anos                                   | Total                                        |
| 2001                                         | 274                                          | 257                                          | 631                                          | 179                                          | 1341                                         |
| 2011                                         | 199                                          | 159                                          | 614                                          | 211                                          | 1183                                         |
| Após a agregação                             |                                              |                                              |                                              |                                              |                                              |
| Ano                                          | 0-14 anos                                    | 15-24 anos                                   | 25-64 anos                                   | >= 65 anos                                   | Total                                        |
| 2021                                         | 126                                          | 132                                          | 563                                          | 243                                          | 1064                                         |